# American Winner
American Winner, född 1990 i USA, död 13 juli 2018 i Pennsylvania i USA, var en amerikansk standardhäst som tävlade mellan 1992 och 1993. Han tränades av Milton Smith och kördes av Ronald Pierce. Han tog karriärens största segrar i Hambletonian Stakes (1993) och Yonkers Trot (1993), och var efter tävlingskarriären mycket framgångsrik som avelshingst.

## Historia
American Winner föddes 1990 efter Super Bowl och undan B.J.'s Pleasure, och var tidigt väldigt framgångsrik på travbanorna. Som treåring spåddes han bli den första häst att vinna Triple Crown of Harness Racing for Trotters sedan pappan Super Bowl gjorde det 1972. Han segrade i både Hambletonian Stakes (1993) och Yonkers Trot, där han slagit den främste konkurrenten Pine Chip, men i Kentucky Futurity blev han dock slagen av densamme.

### Avelskarriär
Efter att American Winner avslutat sin tävlingskarriär var han verksam som avelshingst, och blev bland annat far till Credit Winner och Viking Kronos. Han är via Viking Kronos farfar till bland andra Going Kronos, Joke Face, Raja Mirchi, Thai Tanic, Triton Sund, Maharajah och Mellby Viking. Han är även farfar till Caddie Dream som i sin tur är mor till hästar som Readly Express och Caddie Lisieux.
American Winner avled den 13 juli 2018 på sin ägare Robert Keys gård i Pennsylvania i USA.